# Mörk göllöpare
Mörk göllöpare (Stenolophus mixtus) är en skalbaggsart som först beskrevs av Herbst 1784.  Mörk göllöpare ingår i släktet Stenolophus, och familjen jordlöpare. Arten är reproducerande i Sverige.